# حزقيال كارلوس سيسنيروس
حزقيال كارلوس سيسنيروس (بالإسبانية: Juan Carlos Cisneros)‏ هو لاعب كرة قدم أرجنتيني، ولد في 18 مايو 1977 في بوينس آيرس في الأرجنتين. لعب مع ديبورتيفو إسبانول وكولو-كولو.

## وصلات خارجية
- حزقيال كارلوس سيسنيروس على موقع قاعدة بيانات كرة القدم.إي يو (الإنجليزية)
- حزقيال كارلوس سيسنيروس على موقع عالم كرة القدم.نت (الإنجليزية)